# 112 TCN
Năm 112 TCN là một năm trong lịch Julius. 